# Alaptus minimus
Alaptus minimus är en stekelart som beskrevs av John Obadiah Westwood 1839. Alaptus minimus ingår i släktet Alaptus och familjen dvärgsteklar. Inga underarter finns listade i Catalogue of Life.